# Якушинецька сільська рада
| Якушинецька сільська рада — колишній орган місцевого самоврядування у Вінницькому районі Вінницької області з адміністративним центром у c. Якушинці. Сільській раді підпорядковані населені пункти: - c. Якушинці - с-ще Березина - с. Зарванці |

## Склад ради
Рада складається з 30 депутатів та голови.

## Керівний склад сільської ради
| ПІБ                      | Основні відомості                                                 | Дата обрання | Дата звільнення |
| ------------------------ | ----------------------------------------------------------------- | ------------ | --------------- |
| Катілов Василь Йосипович | Сільський голова, 1946 року народження, освіта, безпартійний      | 26.03.2006   | 31.10.2010      |
| Катілов Василь Йосипович | Сільський голова, 1946 року народження, освіта вища, безпартійний | 31.10.2010   |                 |

Примітка: таблиця складена за даними джерела